# سیارک ۱۷۰۳۹
سیارک ۱۷۰۳۹ (به انگلیسی: 17039 Yeuseyenka، نامگذاری:1999FN26) هفده هزار و سی و نهمین سیارک کشف شده‌است که در ۱۹ مارس ۱۹۹۹ کشف شد.
قدر مطلق سیارک برابر ۱۸.۶ است.